# Alberto Negrin
Alberto Negrin (Casablanca, 2 de gener de 1940) és un guionista i director de cinema italià.

## Biografia
Nascut a Casablanca en el 1940 de pares que havien abandonat Itàlia durant el feixisme, torna a Itàlia després de la guerra, aconsegueix la maduresa clàssica i cursa estudis de filosofia a la Universitat de Milà. Alhora freqüenta el col·legi per a intèrprets i amb alguns companys dels cursos munta, el 28 de març de 1962, l'obra "Chicken Soup with Barley" en llengua original obtenint un bon èxit. Apassionat de la fotografia, col·labora en nombroses publicacions (entre les quals estan Storia Illustrata, Panorama, L'Espresso, L'Europeo). En 1962, després d'algunes experiències teatrals, entra al Piccolo Teatro di Milano, on és assistent a la direcció de Giorgio Strehler, Orazio Costa i Virginio Puecher.
Des de 1968 es dedica també al cinema i a la televisió, amb la realització de programes i obres de ficció, tant d'obres literàries com de caràcter biogràfic. Entre els seus primers treballs el programa per a nens Il gatto con gli stivali (1969), Racket, un documental del 1972 sobre el reclutament per part de la màfia, Il Picciotto (1973), La promessa, de Friedrich Dürrenmatt.
En els anys Vuitanta realitza altres sèries per a la televisió, igual que La quinta donna sobre una novel·la de Maria Fagyas i la sèrie Io e il duce (1985), sobre els esdeveniments privats de Benito Mussolini. De 1987 la minisèrie 'Il segreto del Sahara, inspirat en les novel·les de Emilio Salgari. En 1990 dirigeix una coproducció amb els EUA: L'Achille Lauro - Viaggio nel terrore amb Burt Lancaster.
En els anys Noranta i 2000 prossegueix la seva obra de realització de minisèries televisives dedicades a grans personatges: Perlasca - Un eroe italiano, Gino Bartali - L'intramontabile i Pane e libertà, retrat dels esdeveniments humans i polítics del sindicalista Giuseppe De Vittorio; també va fer les sèries Una questione privata  dw Beppe Fenoglio), I guardiani del cielo, sèrie de Raiuno ambientada a Orient Mitjà, Il cuore nel pozzo (2005) i L'ultimo dei Corleonesi (2007), sempre per Raiuno.

## Teatre
- Atomo, storia di una scelta (Piccolo Teatro, Milà 1965)
- Il bandito (1966)
- Sentite, buona gente (Piccolo Teatro, Milano 1967)
- Peppino Marotto, poeta orgolese (film-documental) (1967)
- Colui che dice di sì e colui che dice di no (Piccola Scala, Milano 1969)
- Operai (film)  (Piccol Teatro, Milano)) (1969)
- Interrogatorio alla Avana (Piccolo Teatro, MIlano1972)

## Filmografia

### Documentals
- Studenti a Milano 1968
- Operai (1969)
- Commando ultrà curva sud (1977)
- Colonna BR Walter Alasia (1978)
- Il mondo delle multinazionali (1980)
- Di fronte di profilo (1983)
- Franceschini e le BR (1988)
- La felicità (1988)
- I comici (1990)
- Scambio di coppie (1990)
- Amore dietro le sbarre (1990)
- I ragazzi di Napoli 1990
- Il Carcere di S.Pietroburgo-Leningrado 1991
- Agenzie matrimoniali (1991)
- Barboni (1992)
- Racket usura tangenti (1992)
- Gigolò (1992)
- Cicciolina - Moana - Ramba (1992)
- Renato Curcio (1993)
- Scuola di seduzione (1995)
- Processo Priebke (1996)
- I cercatori di anime gemelle (1996)
- Mercanti di donne (1999)
- Casting (2003)
- Luciano Lutring (2012)
- Calendimaggio (Assisi 2019)

### Cinema
- Volontari per destinazione ignota (1977)
- Enigma rosso (1978)

### Televisió
- Quando ne avrà ventuno, episodi de la sèrie Vivere insieme (1965)
- Platero y yo (1968)
- Inchieste televisive in America Latina (1968)
- Il gatto con gli stivali – telefilm (1969)
- Kennedy contro Hoffa (1970)
- La rosa bianca (1971)
- Astronave Terra – minisèrie TV (1971)
- La risposta di Peppino Manca (1971)
- Lungo il fiume e sull'acqua (1972)
- Il picciotto (1973)
- L'olandese scomparso (1974)
- Processo per l'uccisione di Raffaele Sonzogno giornalista romano (1975)
- Mayakowskji (1976)
- La spia del regime (1976)
- Il delitto Notarbartolo (1977)
- La promessa (1979)
- Bambole: scene di un delitto perfetto (1980)
- La quinta donna – minisèrie TV (1982)
- Io e il duce (1985)
- Il segreto del Sahara – minisèrie TV (1988)
- L'Achille Lauro - Viaggio nel terrore (1990)
- Una questione privata – telefilm (1991)
- Missus – film TV (1995)
- Il cielo sotto il deserto, minisèrie (1999)
- Nanà – minisèrie TV (2001)
- Perlasca - Un eroe italiano, minisèrie (2001)
- Ics - L'amore ti dà un nome (2003)
- Il cuore nel pozzo minisèrie tv (2005)
- Gino Bartali - L'intramontabile minisèrie tv (2006)
- L'ultimo dei Corleonesi film tv (2007)
- Pane e libertà minisèrie tv (2009)
- Mi ricordo Anna Frank film tv (2009)
- Paolo Borsellino - I 57 giorni – film TV (2012)
- L'isola – serie TV (2012)
- Un mondo nuovo – film TV (2014)
- Qualunque cosa succeda – minisèrie TV (2014)
- Tango per la libertà – minisèrie TV (2016)
- Il diavolo - Esorcisti  - Posseduti (2018)
- Vincenzo Pipino, ladro gentiluomo (2019)
- Rita Levi Montalcini – telefilm (2020)
- I cacciatori del cielo - docufilm (2023)